# Konstanty Andrzej Kulka

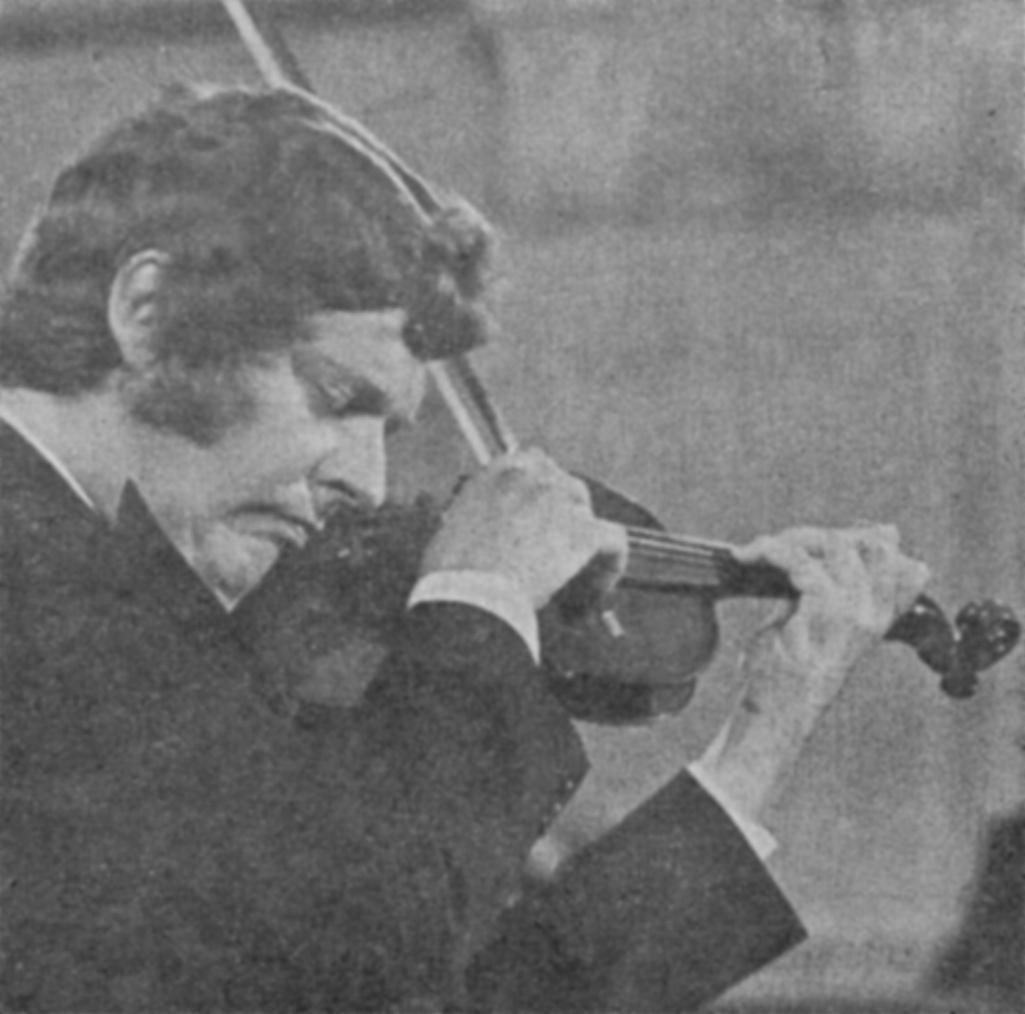
Konstanty Andrzej Kulka (1980)

Konstanty Andrzej Kulka (* 5. März 1947 in Danzig) ist ein polnischer Geiger.
Kulka hatte ab dem achten Lebensjahr Violinunterricht bei Stefan Herman, den er bei ihm am Musikgymnasium und an der Staatlichen Musikhochschule in Danzig bis 1971 fortsetzte. 1964 gewann er den Internationalen Niccolo-Paganini-Wettbewerb in Genua und den Internationalen Musikwettbewerb der ARD in München. Ab 1966 gab er in fast allen Staaten Europas, in Nord- und Südamerika, Australien und Japan mehr als 1500 Konzerte. Er trat als Solist mit den Berliner Philharmonikern, dem Chicago Symphony Orchestra, dem London Symphony Orchestra, dem Concertgebouw Orchester Amsterdam, dem Minneapolis Symphony Orchestra und der Leningrader Philharmonie auf und nahm an Festivals in Luzern, Bordeaux, Flandern, Berlin, Prag, Barcelona, Brighton und Warschau teil.
Ab 1968 trat Kulka als Partner des Pianisten Jerzy Marchwiński auf; im polnischen Rundfunk spielte er Kammermusik in einem Klavierquartett mit Stefan Kamasa, Roman Jabłoński und Jerzy Marchwiński. Auf Platte nahm er u. a. Kompositionen von Antonio Vivaldi, Wolfgang Amadeus Mozart, Felix Mendelssohn Bartholdy, Alexander Glasunow, Édouard Lalo, Béla Bartók, Sergei Prokofjew, Ludwig van Beethoven, Johannes Brahms, Mieczysław Karłowicz, Paul Hindemith und Karol Szymanowski auf. Einen wichtigen Platz in seinem Repertoire nehmen die Werke zeitgenössischer polnischer Komponisten wie Witold Lutosławski, Krzysztof Penderecki, Henryk Hubertus Jabłoński, Augustyn Bloch und Eugeniusz Knapik ein. Seit 1994 ist er Professor an der Fryderyk-Chopin-Universität für Musik. 2008 verlieh ihm die Universität die Ehrendoktorwürde.